# Boarmia leptodesma
Boarmia leptodesma là một loài bướm đêm trong họ Geometridae.